# Ephelictis megalarthra
Ephelictis megalarthra är en fjärilsart som beskrevs av Edward Meyrick 1904. Ephelictis megalarthra ingår i släktet Ephelictis och familjen stävmalar. Inga underarter finns listade i Catalogue of Life.